# Paraphrynus chacmool
El tendarapo o araña látigo (Paraphrynus chacmool) es una especie de arácnido perteneciente a la familia Phrynidae, del orden Amblypygi. Esta especie fue descrita por Rowland en 1973. El nombre del género Paraphrynus viene de la palabra en latín pare- que significa “adorno” y la palabra griega phryne que significa “sapo”. El nombre específico chacmool es un nombre en aposición y se refiere a la localidad tipo.

## Descripción
Es de tamaño mediano (15 a 20 mm de longitud), de color castaño claro; carapacho con el borde anterior recto; tubérculo ocular y ocelos medios reducidos; segmento basal del quelícero con un diente externo; patela con nueve espinas; tarso con una pequeña espina dorsobasal interna. Se parece a P. raptator, Pero esta es de mayor tamaño y posee el tubérculo ocular medio bien desarrollado.

## Distribución
Se distribuye en México en los estados de Yucatán y Quintana Roo.

## Hábitat
Es una especie troglodita y se le puede encontrar en numerosas cuevas de la península de Yucatán.

## Estado de conservación
Esta especie de arácnido no se encuentra dentro de ninguna categoría de riesgo en las normas nacionales o internacionales.